# Карл Магнус Лудвиг фон Дитрихщайн
Карл Магнус Лудвиг фон Дитрихщайн (на немски: Karl/Carl Magnus Ludwig Graf von Dietrichstein; * 19 октомври 1676, Грац; † 6 май 1732, Виена) е граф на Дитрихщайн-Вайхселщет, фрайхер на Холенбург и Финкенщайн в Австрия.

## Произход
Той е син на граф Франц Адам фон Дитрихщайн-Вайхселщет (1642 – 1702) и съпругата му графиня Мария Розина Терезия фон Траутмансдорф (1647 – 1706), дъщеря на граф Георг Кристоф фон Траутмансдорф († 1660) и фрайин Мария Розалия Анна Барбара фон Риндсмаул († 1665). 

## Фамилия
Карл Магнус Лудвиг фон Дитрихщайн се жени на 13 февруари 1702 г. в Грац за графиня Мария Терезия Анна фон Траутмансдорф (* 27 февруари 1676, Грац; † 7 януари 1733, Виена), дъщеря на граф Георг Зигмунд фон Траутмансдорф-Вайнсберг (1638 – 1702) и графиня Цецилия Рената Елеонора фон Вилденщайн (1643 – 1708). Те имат децата:
- Мария Анна Антония фон Дитрихщайн-Вайхселщет (* 10 септември 1706, Грац; † 7 юни 1777, Виена), омъжена на 14 януари 1726 г. във Виена за княз Емануел фон Лихтенщайн (* 2/3 февруари 1700, Виена; † 15 януари 1771, Виена)
- Йозеф Карл фон Дитрихщайн (1708 – 1712)
- Гундакар Адам фон Дитрихщайн (* 21 февруари 1710)
- Мария Терезия фон Дитрихщайн (* 10 август 1713, Грац; † 5 ноември 1749, Биринген), омъжена на 19 юни 1742 г. в Грац за граф Кристиан Август фон Атемс (* 21 януари 1719, Айхщет, Бавария; † 18 март 1764, Горц)
- Франц Йозеф Лудвиг Кайетан фон Дитрихщайн-Холенбург (* 5 септември 1715; † 23 юли 1765), женен за Мария Анна Лаура фон Колалто и Сан Салваторе (* 23 октомври 1723)